# المطاحن الثانية
شركة المطاحن الثانية هي شركة تختص في بإنتاج الدقيق ومشتقاته، وتصنيع الأعلاف في المملكة العربية السعودية.

## التاريخ
تأسست شركة المطاحن الثانية في عام 2017 وكان ذلك نتيجة لخصخصة المؤسسة العامة للحبوب، وفي عام 2021 أٌعلن المركز الوطني للتخصيص والمؤسسة العامة للحبوب اكتمال عملية التخصيص لمستثمرين من القطاع الخاص.

## وصلات خارجية
- الموقع الرسمي للمطاحن الثانية